# オリ・メギディッシュの救出
オリ・メギディッシュの救出（ヘブライ語: מבצעראשית האור）は、2023年パレスチナ・イスラエル戦争中の2023年10月30日に実行された軍事作戦。ガザ地区でハマースに拘束されていたイスラエル国防軍兵士のオリ・メギディッシュは、彼女の居場所に関する特定の情報に基づき、イスラエル国防軍とイスラエル総保安庁（シン・ベト）の共同作戦で救出された。この作戦で、ハマースの武装勢力2人が殺害された。
メギディッシュの救出は、イスラエルによる約20年ぶりの救出作戦の成功であり、イスラエルとハマスの戦争における最初の救出作戦であった。

## 拉致
2023年10月7日、イスラエル国防軍の二等兵である18歳のオリ・メギディッシュは、ナハル・オズ基地の現場監視員として、国境フェンス沿いのカメラで撮影されたビデオを分析することで、イスラエルとガザの国境沿いの脅威を監視していた。ハマース主導のイスラエル攻撃では、ハマスの過激派がナハル・オズ軍事基地を制圧し、一時的に占拠したため、彼女と彼女の部隊の他のメンバーは人質になった（ナハル・オズの戦い）。彼女の部隊のメンバーのうち、死亡または拉致を免れたのは2人だけだった。
メギディッシュは基地から他の兵士とともに拉致されたが、彼女は単独で監禁されていたと考えられている。

## 救出
メギディッシュが10月30日にガザで一夜にして救出されたこの事象は、イスラエルが約20年ぶりに成功させた救出作戦であり、2023年パレスチナ・イスラエル戦争では初めてのことだった。ハマース側はそれまで、外国人や高齢のイスラエル人を含む4人の捕虜を釈放していたが、武力による救出はまだ行われていなかった。
また他の人質は2023年11月のイスラエルとパレスチナの人質交換に従って釈放された。この交換では、イスラエルはイスラエルの人質の釈放と引き換えにパレスチナの人質を釈放した。他の2人、フェルナンド・シモン・マルマンとルイス・ヘルは2024年2月12日、ゴールデン・ハンド作戦でシン・ベトとヤマムによって救出された。

## 余波
救出後、メギディッシュはイスラエル軍や諜報部員と、自分が拘束されていたことについての情報を共有したと伝えられている。釈放後、故郷のキルヤット・ガトでは盛大な祝賀会が開かれ、2024年1月にはイスラエルのイツハク・ヘルツォグ大統領と会談した。彼女はまた、2023年11月のイスラエルとパレスチナの人質交換で他の人質が解放されたことを祝い、帰還者の帰還を祝うとともに、すべての人質とその家族が自分のように再会できることを願う文章をSNS上に投稿した。
2024年2月26日、伍長に昇進したメギディッシュは、軍事情報総局で現役の軍戦闘員に復帰した。